# Cal State East Bay Pioneers

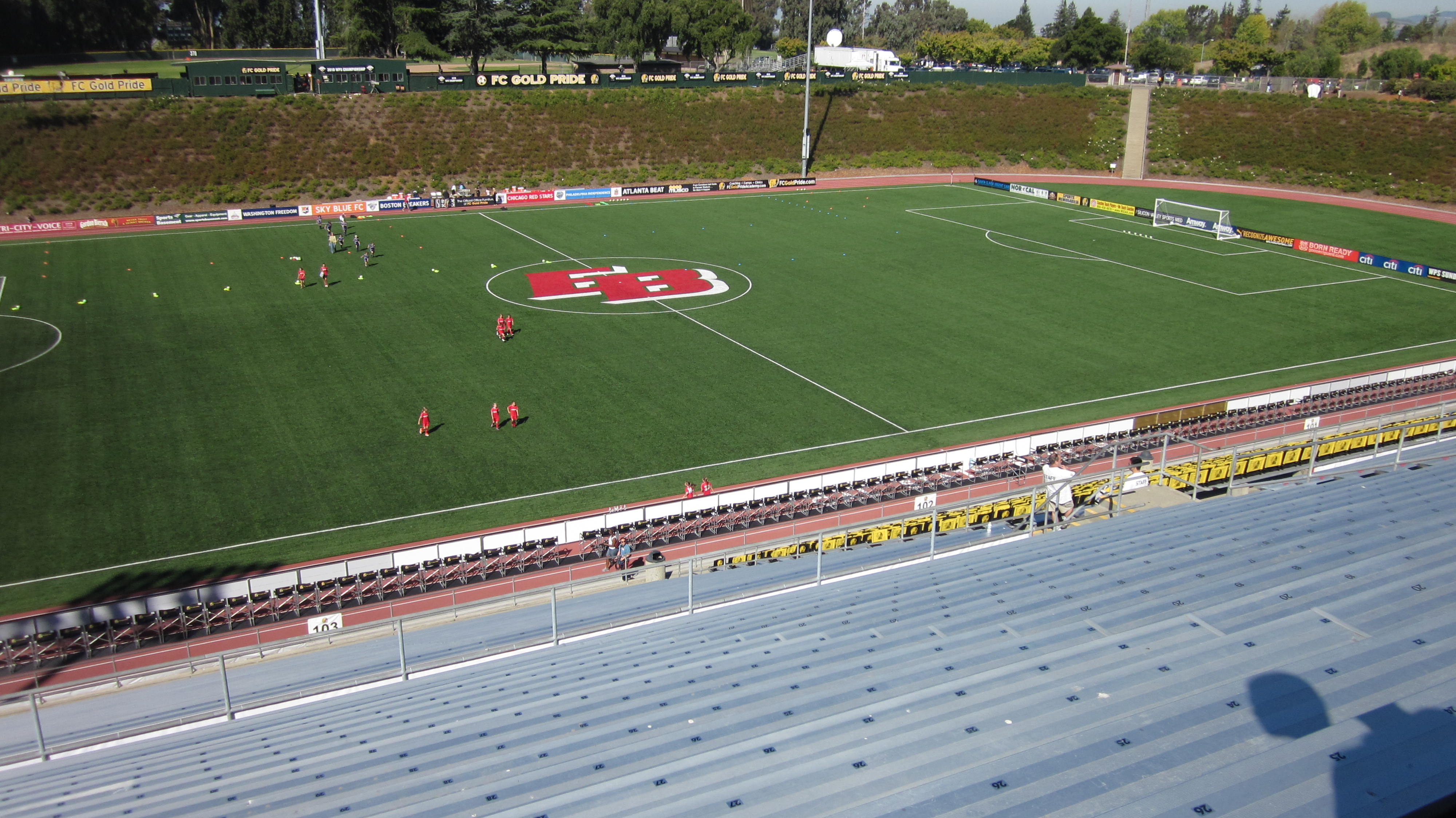
Pionner Stadium.

Cal State East Bay Pioneers, también conocidos como CSU East Bay Pioneers, East Bay Pioneers, CSUEB Pioneers o California State-East Bay Pioneers (español: los Pioneros de la Estatal de California, East Bay) es el nombre de los equipos deportivos de la Universidad Estatal de California, East Bay, situada en Hayward, California. Los equipos de los Pioneers participan en las competiciones universitarias organizadas por la NCAA, y forman parte desde 2009 de la CCAA.

## Programa deportivo
Los Pioneers compiten en 6 deportes masculinos y en otros 9 femeninos:
| - Masculino - Baloncesto - Fútbol - Béisbol - Atletismo - Cross - Golf | - Femenino - Baloncesto - Fútbol - Voleibol - Cross - Atletismo - Softball - Golf - Natación - Waterpolo |

## Instalaciones deportivas
- Pioneer Gymnasium es el pabellón donde disputan sus competiciones los equipos de baloncesto y voleibol. Tiene una capacidad para 2.500 espectadores en el baloncesto y unos 1.000 en voleibol. Fue inaugurado en 1967.[1]

- Pioneer Stadium es el estadio donde disputan sus encuentros el equipo de fútbol y se desarrollan las competiciones de atletismo. Fue construido en 1964. Tiene una capacidad para 5.000 espectadores.[2]

- Pioneer Baseball Field es el estadio donde disputan sus encuentros el equipo de béisbol. Fue inaugurado en 1964.[3]